# Petardo

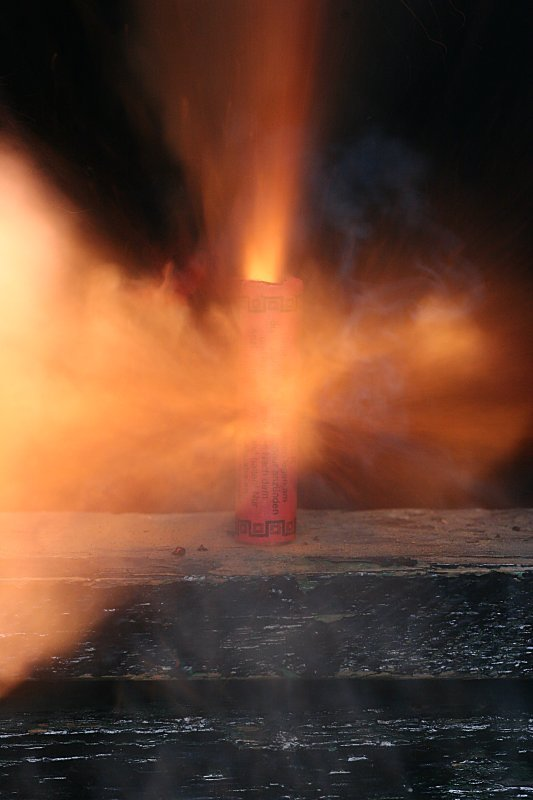
Petardo explotando.

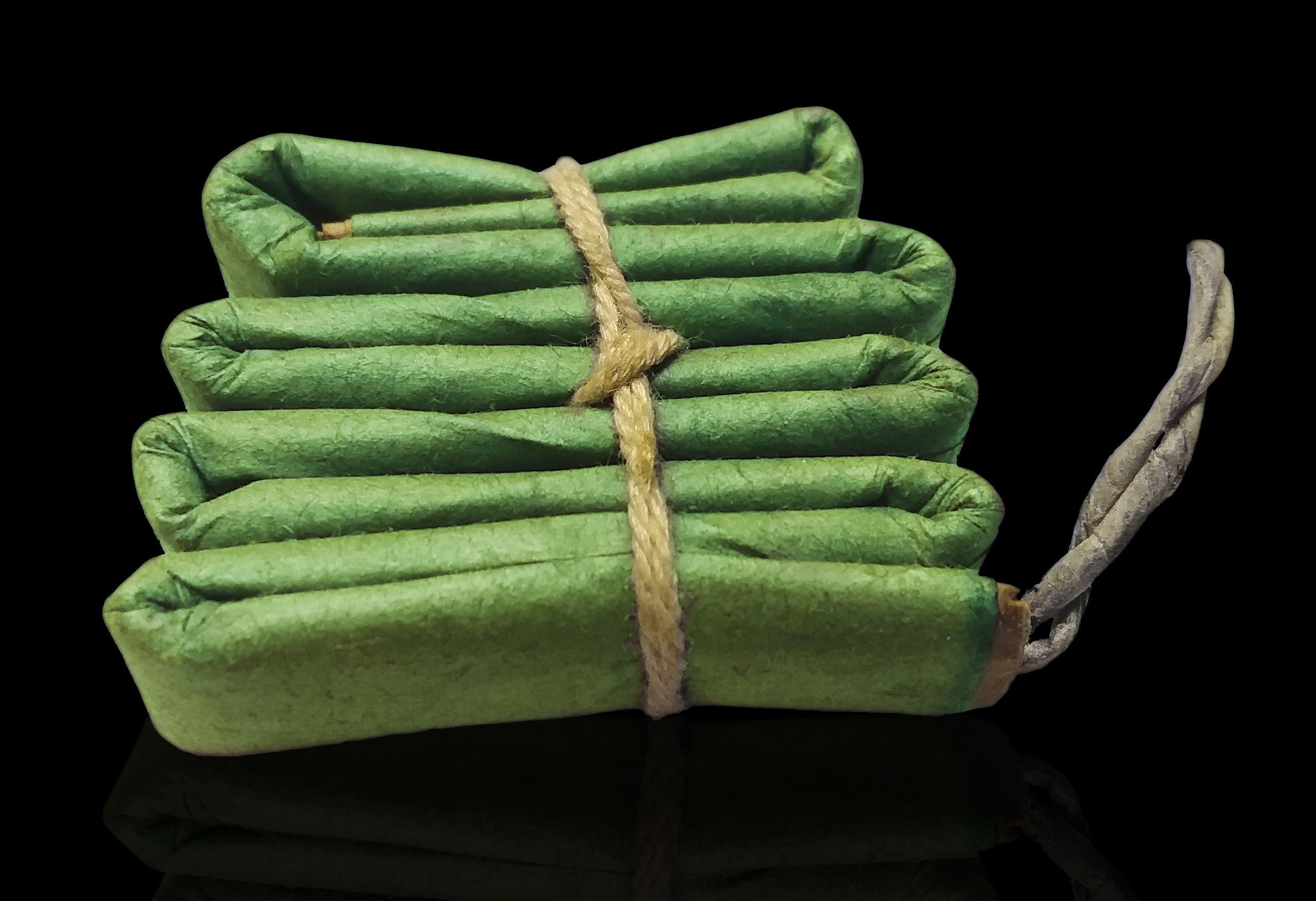
El petardo llamado "rana" suele ser de color verde y parece un papel doblado. Consiste en una sola carga que se divide en varias cargas doblándola y arrugándola varias veces durante la producción. Una mecha que recorre el cuerpo explosivo de principio a fin los enciende uno tras otro. Debido a su diseño, el petardo salta entonces sin control.

Un petardo o cohete es un tipo de fuego pirotécnico, usualmente un tubo de un material poco resistente, generalmente de papel o de cartón, que se rellena con pólvora o con otro explosivo y que se cierra dejando libre una mecha. Al prenderle fuego, se produce una detonación que varía en potencia y efecto luminoso en función del relleno.
Junto con la pólvora, fueron inventados en el siglo IX en China, donde se usaban como espectáculo visual mediante fuegos artificiales, y como bombas en el ámbito bélico.
Debido a su peligrosidad, algunos países tienen leyes que prohíben o restringen la venta de este tipo de explosivos.
Los petardos pueden clasificarse, según su potencia o sonoridad.